# BAT Holding
Die BAT Holding GmbH mit Sitz im schleswig-holsteinischen Ratzeburg ist die Konzernmuttergesellschaft der BAT Agrar-Gruppe, einer deutschen Unternehmensgruppe des Landhandels.

## Geschichte
Das Unternehmen besteht in seiner heutigen Form seit 2021. Mit Wirkung zum 1. Januar schlossen sich die beiden traditionsreichen Landhändler ATR Beteiligungsgesellschaft GmbH (Ratzeburg) und Beiselen Holding GmbH (Ulm) zusammen. Hierzu wurden die Anteile der Beiselen Holding unter Gewährung neuer Anteile auf die ATR Holding verschmolzen und diese in BAT Holding umbenannt. Vorausgegangen war eine entsprechende Genehmigung des Bundeskartellamts.
- Zur Vorgeschichte der ATR: ATR Beteiligungsgesellschaft#Geschichte
- Zur Vorgeschichte von Beiselen: Beiselen#Geschichte

## Aktivitäten
Das Unternehmen vertreibt Saatgut, Pflanzenschutz- und Düngemittel sowie weiteres Zubehör für die Landwirtschaft und ist im Getreidehandel aktiv. Zudem betreibt es logistische Dienstleistungen im Straßen- und Schiffsverkehr.